# Henry Faucheur
Pour les articles homonymes, voir Faucheur.
 (avril 2016).
Henry Faucheur (1889-1962) est un architecte français de la première moitié du XXe siècle qui s'est notamment illustré par la parfaite maîtrise du béton pour des équipements aussi techniques que des silos à grain ou des châteaux d'eau que pour des édifices religieux dont un certain nombre sont inscrits à l'inventaire des monuments historiques.

## Biographie
Henry Faucheur était architecte DESA (diplômé de l’École spéciale d'architecture de Paris). Il a une agence à Meaux sur le quai Sadi-Carnot et une autre à Paris. 
Son activité d’architecte va s’orienter vers trois domaines : les habitations individuelles et hôtels particuliers, les équipements publics et aussi l’architecture religieuse notamment dans le cadre de la reconstruction après la Première Guerre mondiale. Il fut notamment architecte diocésain pour le diocèse de Meaux . 
Il maitrisait parfaitement le béton, technique encore balbutiante qui lui permit de réaliser des équipements très techniques comme les silos à grains et les châteaux d’eau. Il collabora avec quelques artistes majeurs de son temps et notamment avec George Desvallières (1861-1950) qui fonda avec Maurice Denis les Ateliers d’Art Sacré. Il travailla aussi avec le maître verrier Louis Barillet (1880-1948). Il eut pour associé Roger Boucher et comme secrétaire l’aviatrice sportive Lucienne Saby .

## Réalisations (liste partielle)

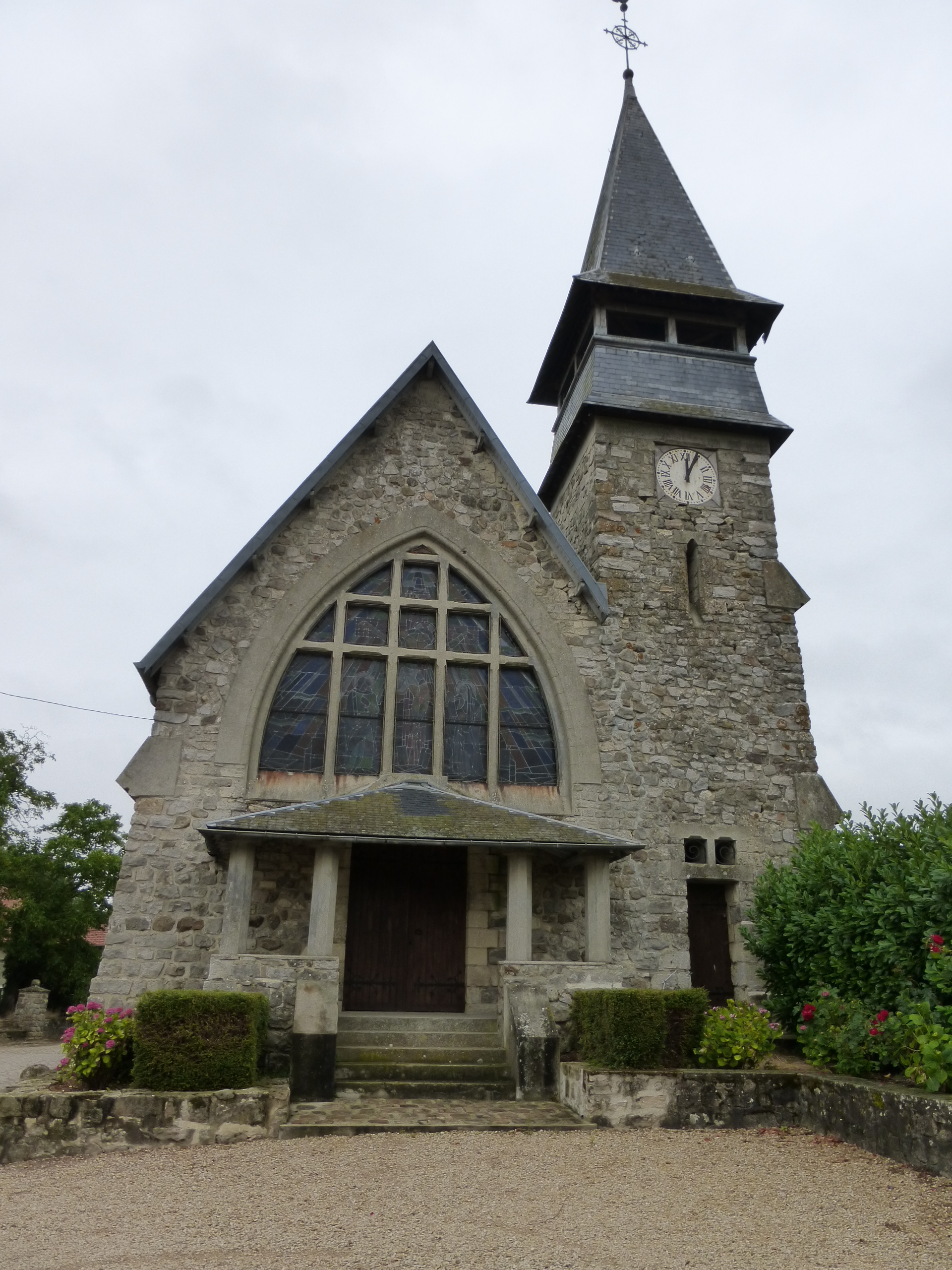
Passy-en-Valois - Église

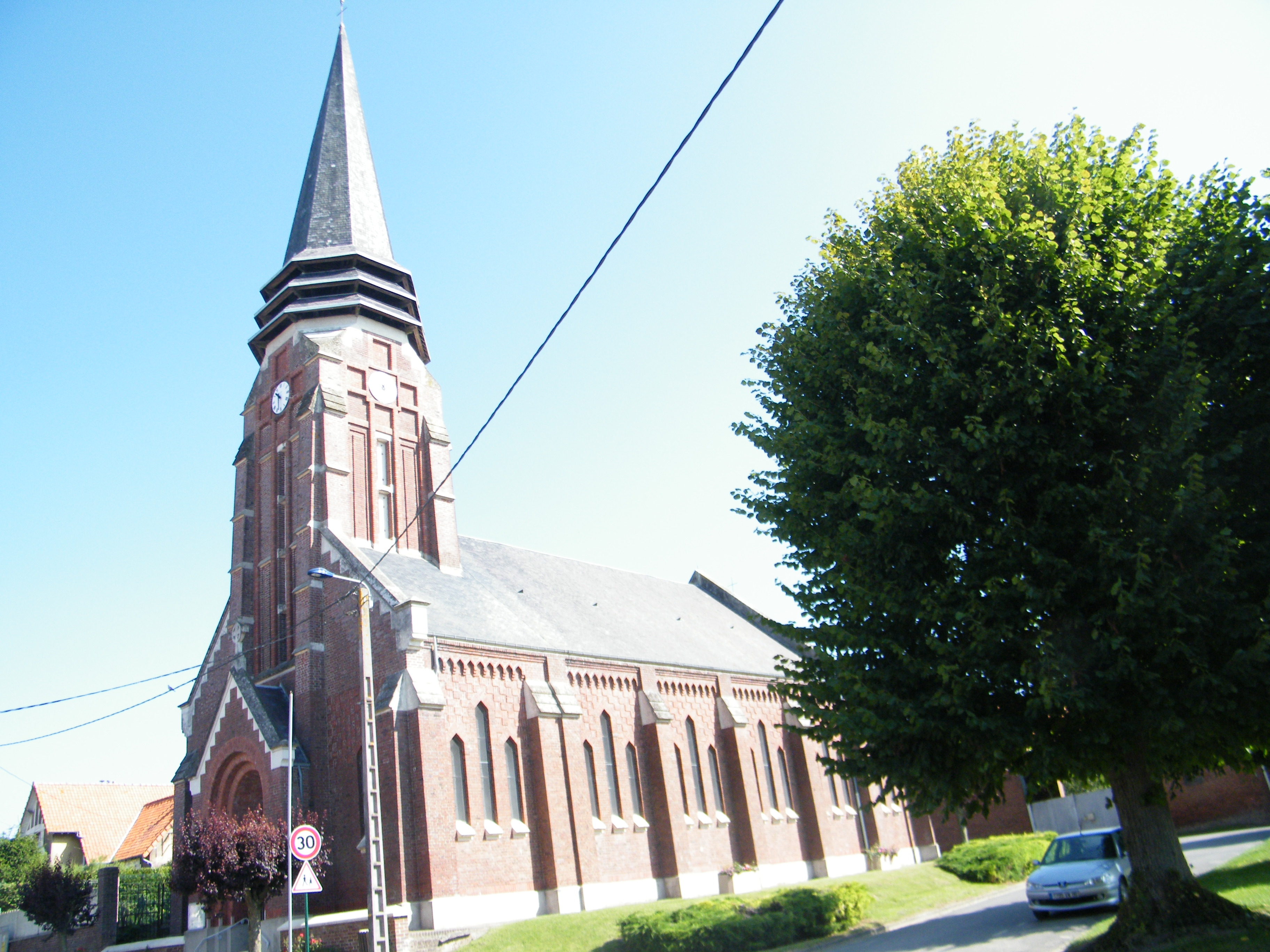
Dernancourt - Église

- Maisons individuelles et hôtels particuliers à Coupvray, Meaux, Montry, Poincy, Montigny-sur-Loing[réf. nécessaire]

### Équipements
- Cercle nautique de Meaux
- Transformation du théâtre meldois en cinéma (Meaux)
- Bar Bergère (Folies Bergère) (Paris)
- Boutique Lise Verneuil (Paris)
- Garage Auto-silo (88 rue de Provence, 27 rue Joubert, Paris, IXe), 1956.

### Monuments aux morts

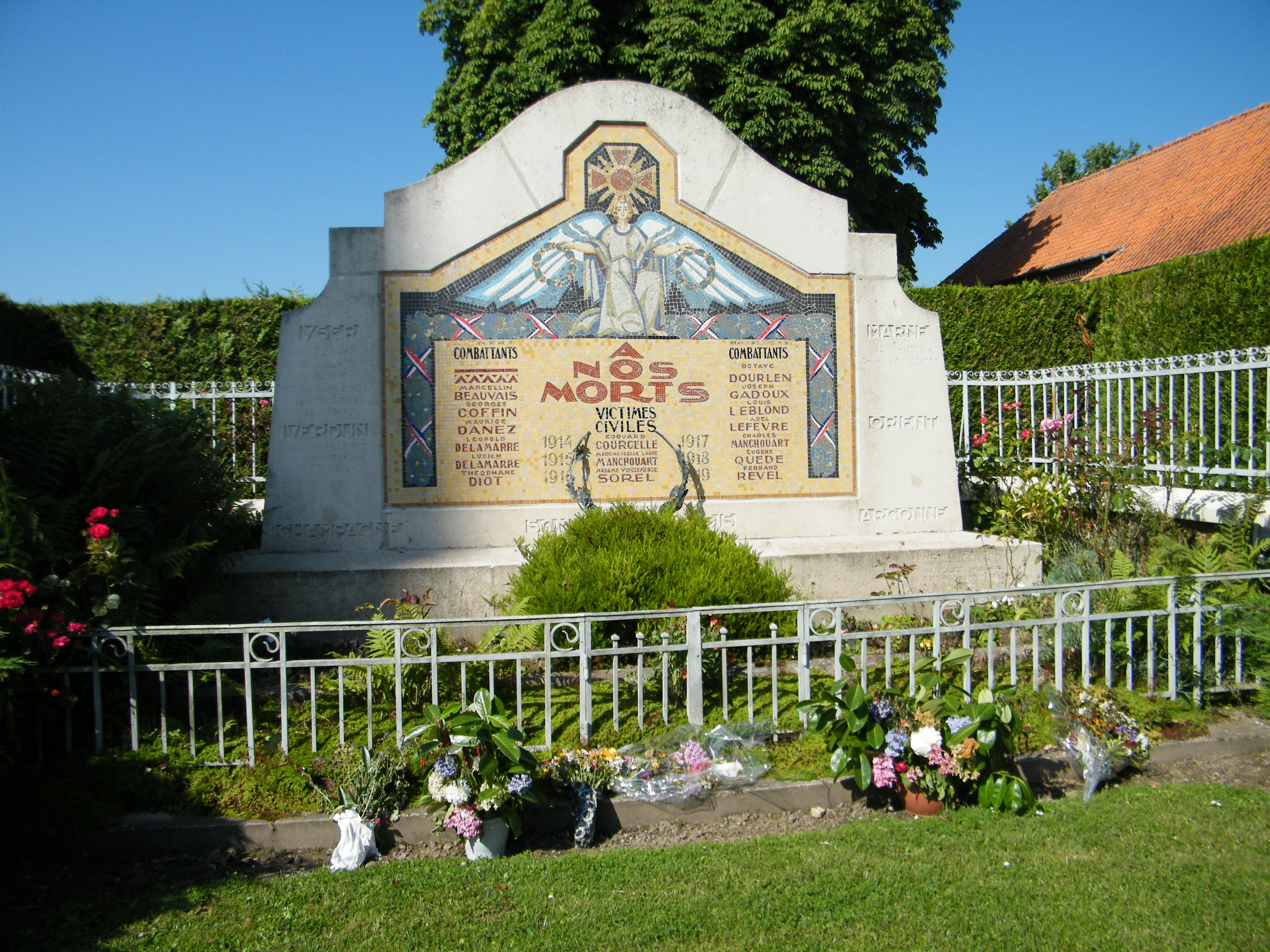
Dernancourt - Monument aux morts

- 1928 - Dernancourt avec une mosaïque de Louis Barillet – appelée aussi Grande Tombe de Villeroy - Inscrit à l’inventaire des MH[5]

- Crouy-sur-Ourcq avec le sculpteur François Mourgues.

### Églises
- Chapelle Ste Bathilde (Chelles)
- Chapelle de la Visitation (Meaux)

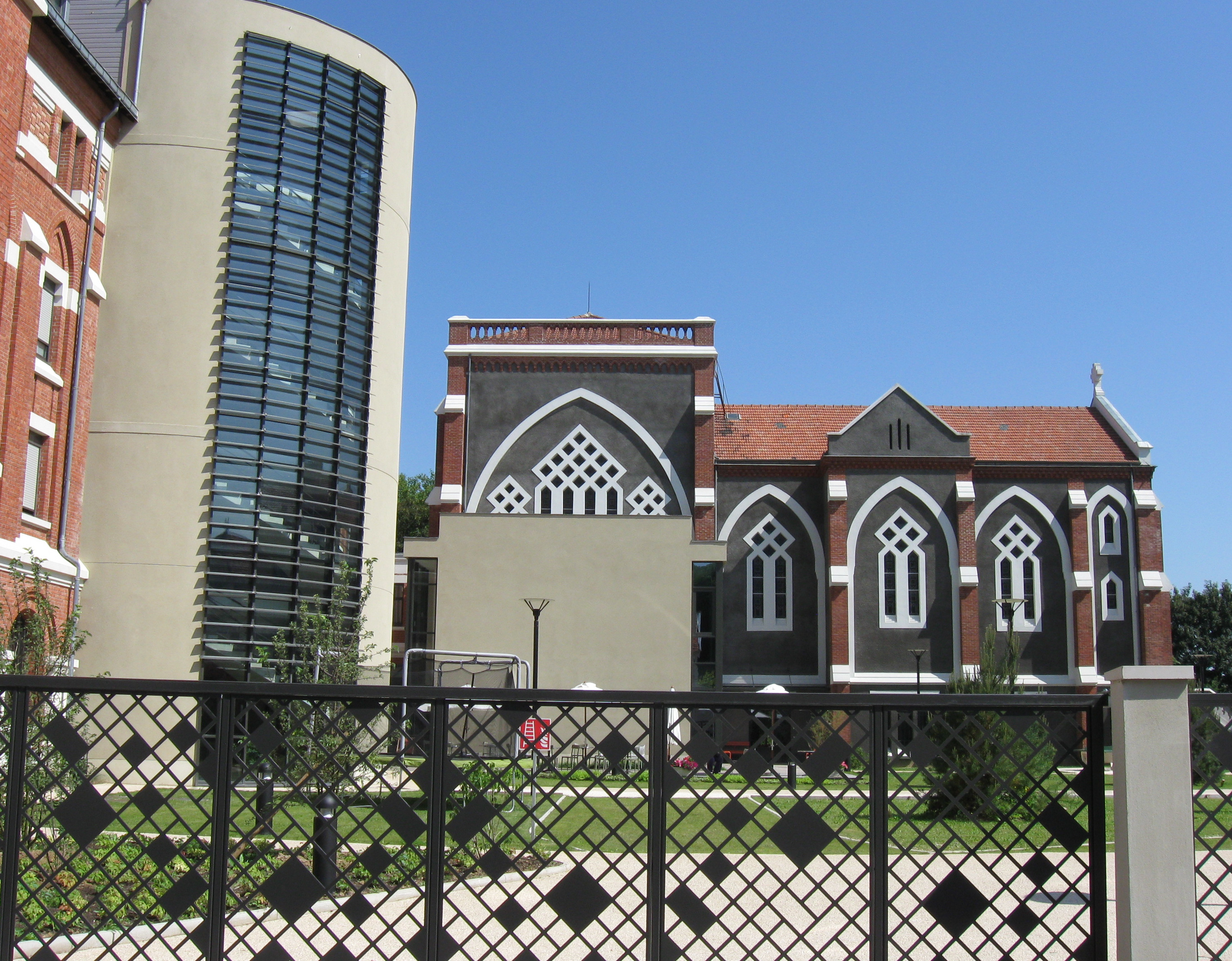
Chapelle du Grand séminaire - Saint-Jean-les-Deux-Jumeaux

- 1963 - Église de Serris - édifiée sur ses plans après son décès
- Agrandissement de Notre Dame du marché (Meaux)

- 1936 - Chapelle du Grand séminaire de Meaux  (20 rue du Châage) avec le peintre Georges Desvallières et les maitres verriers Louis Barillet, Jacques Lechevalier et Théodore Hanssen.- Inscrit aux monuments historiques[2]

- 1926 - Chapelle du Grand Séminaire Saint-Jean-les-Deux-Jumeaux